# José Manuel González Ortiz
José Manuel González Ortiz, més conegut com a Cheli, és un futbolista andalús. Va nàixer a Lepe el 29 de gener de 1979, i ocupa la posició de migcampista.

## Trajectòria esportiva
Va començar a destacar a les files del Recreativo de Huelva. Amb els onubencs va jugar 78 partits entre Primera i Segona Divisió, entre l'any 2000 i el 2007. La temporada 02/03 va ser cedit al Real Jaén, i l'any següent, al CD Badajoz.
L'estiu del 2007 fitxa pel Màlaga CF, amb qui aconsegueix l'ascens a primera divisió a l'estiu següent. De nou a la màxima categoria, tot just apareix en quatre ocasions. El 2009 fitxa per la UE Lleida.